# 매로우 논쟁
매로우 논쟁(Marrow Controversy)은 스코틀랜드의 교회 안에 있었던 논쟁을 말하며, 에드워드 피셔의 저서인 <현대 신학의 정수(1718)>의 재판매가 논쟁의 촉발을 야기 하였다.  이 논쟁의 핵심은 속죄교리를 토론하기 위한 것으로, 율법폐기론과 신율법주의 사이를 안전하게 인도할 수 있는데 목적이 있다.

## 역사
1700년에, 토머스 보스톤은 스코틀랜드 교회 목사로써 그의 사역 중에 심프린 교구에서 심방을 하는 도중에 <현대 신학의 정수>라는 제목의 책을 발견하고 공부를 하게 되었다.  그는 1717년의 교단 총회의 회원으로써 이 책에 대하여 경의를 표하였고, 1718년에 책을 다시 출간하게 되었다.  
하지만, 이 책은 그 당시 스코틀랜드 교회의 대다수의 심기를 건드렸다.  세인트 메리 대학의 신학교수였던 제임스 해도우는 이 책을 논박하면서 1719년 4월에 노회에서 개회 설교를 하였다.  헤도우는 이 책이 율법폐기론적이라고 반발했고,  그 책의 서문을 썼던 제임스 호그는 해도우가 그 책을 잘못이해하고 있다고 반박하였다.

## 교리의 순수성을 위한 위원회의 보고
1719년 5월 총회에서 교리의 순수성을 위한 위원회는 책과 팜플렛을 출간하고 배포하는 것이 신앙고백서와 모순된다고 주장하였다.  
1720년 5월에 위원회 보고서는 그 책이 율법폐기론적이라고 정죄하였다. 그 결과 총회는 모든 스코틀랜드 교회 목사에게 이 책을 배포하지 말 것을 권고하였다. 

## 대표성과 청원
1721년 총회에서 토머스 보스톤, 제임스 호그, 랄프 어스킨, 에벤에젤 어스킨을 포함한 열두명은 대표성과 청원을 제출하였다. 그것은 총회가 성경적인 내용을 정죄하였으며 그 책의 내용은 순전히 정통인 목회자들에 의해 가르쳐 졌으며 스코틀랜드 교회의 교리적 표준에 적합하다는 것이었다. 
그들의 청원은 기각되었다. 
1722년 총회는 매로우의 정죄를 재확인하였고, 12명의 대표자들은 훈계가 내려졌다. 
그 이후, 매로우에 대한 반대의견을 가진 자들은 어떤 목회자도 그러한 교리를 갖지 못하도록 정해졌지만, 그들에게 어떤 효율적인 징계는 내려지지 않았다.